# 茨城県庁舎
茨城県庁舎（いばらきけんちょうしゃ）は、茨城県水戸市笠原町にある、広域自治体である茨城県の庁舎の総称。行政庁舎（自治体組織の茨城県庁）、警察本部庁舎（茨城県警察）、議会議事堂（茨城県議会）、福利厚生棟から構成される。

## 概要
現県庁舎は、1999年3月に竣工した茨城県の行政の中枢となる施設である。茨城県内の建築物では最高層である（2025年現在）。行政庁舎では11階から25階までの吹抜け構造を取り入れている。総工費は約800億円。自然採光の利用や雨水・排水の再利用など環境に配慮した設備の導入、デザイン・施行過程などが評価され、2000年に第41回BCS賞（建築業協会賞）を受賞した。
旧林木育種センター（森林総合研究所、日立市へ移転）の跡地に建設され、敷地内にあった樹木を活用し、庁舎南側に緑地帯（県民広場）が整備されている。

### 旧庁舎
先代の県庁舎は水戸市三の丸に建設された。SRC造3階建、置塩章設計、竹中工務店施工。明治初年に建設された庁舎が老朽化したため、1929年11月の陸軍大演習に合わせて建設が進められた。天皇の行幸を迎えたが、中央の塔屋も未完成であった。翌1930年に竣工。
新庁舎への移転後、先代の県庁舎は「茨城県三の丸庁舎」、かつての議会議事堂（1970年竣工）は「茨城県立図書館」として利用されている。

### 周辺
近年は笠原町の庁舎周辺に店舗の出店が相次いでいる。ホームセンター「スーパービバホーム」、スーパーマーケット「マルト」、リサイクルショップ「ワンダーレックス」などが出店している。2003年には庁舎の東側土地に日本国内最大規模のショッピングモール「水戸メガモール」が整備されると報道され、翌2004年には当時の水戸市長も建設を容認する考えを示したが、その後に開発業者と反社会勢力との関係が明らかになり白紙となった。

## 沿革

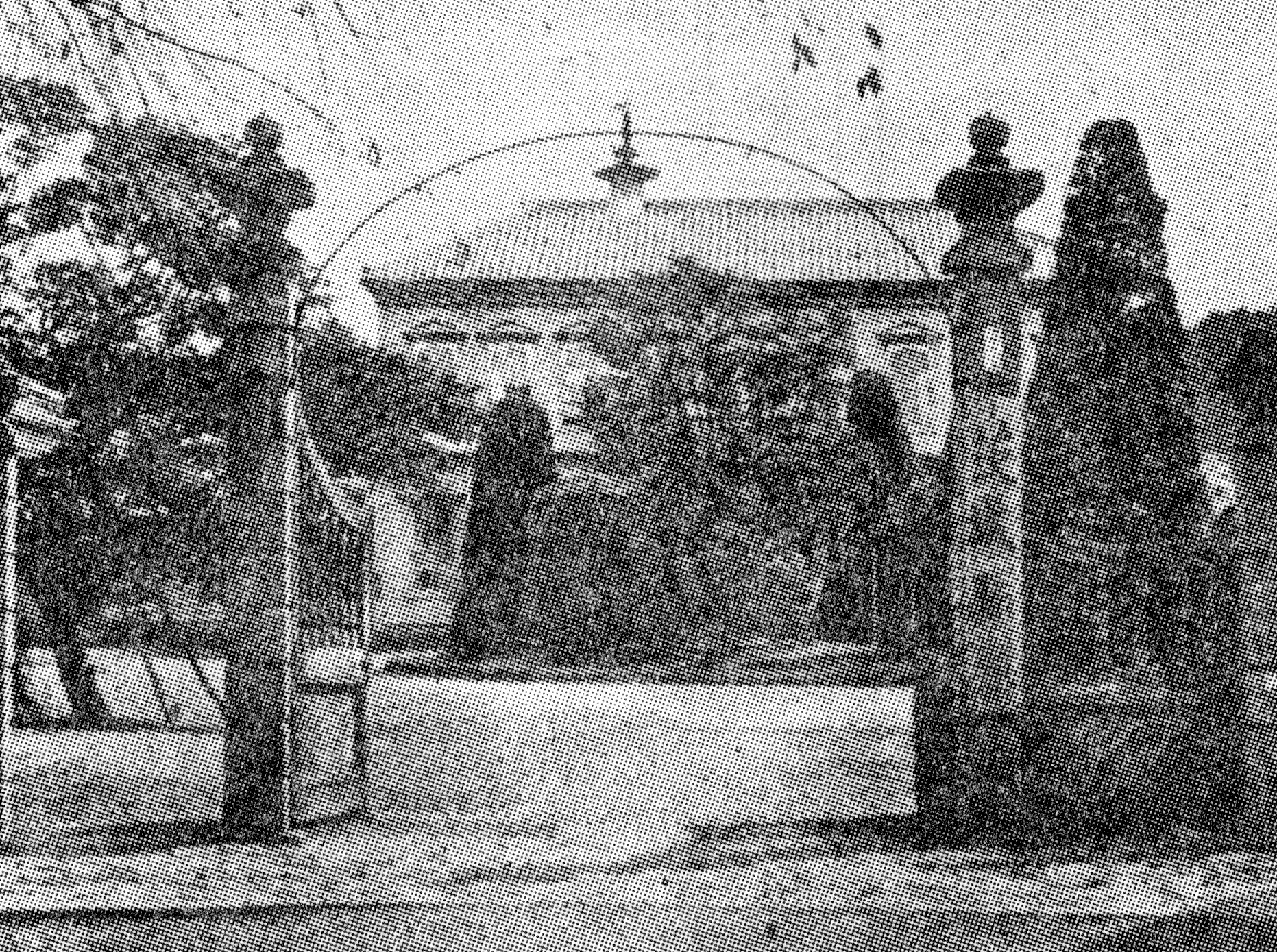
1882年竣工の当時の茨城県庁舎

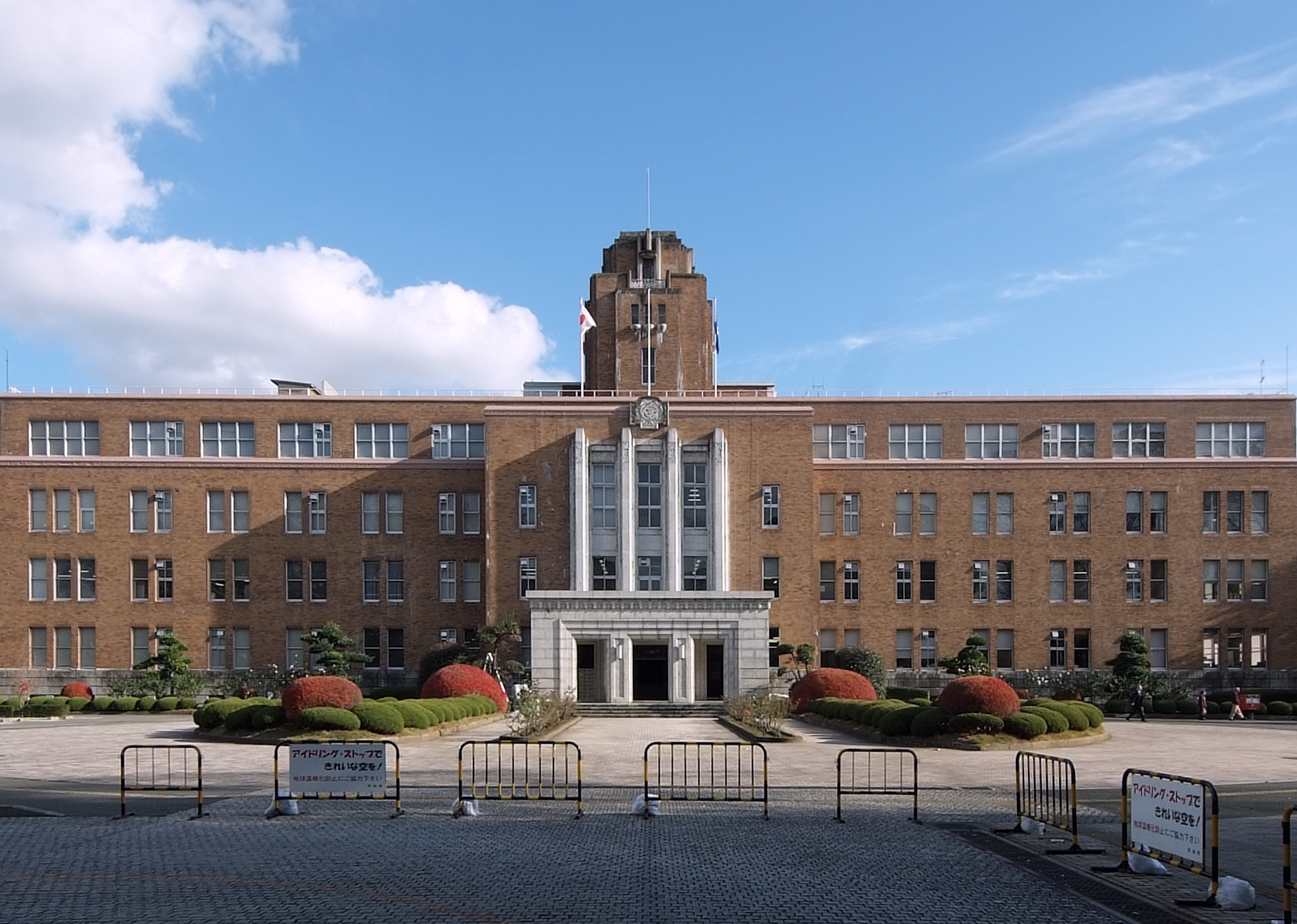
1930年竣工の三の丸庁舎（旧本庁舎）。1954年に4階部分が増築されたが、2011年の耐震補強及び復元工事により撤去された。2010年撮影。

- 1871年 - 三の丸の弘道館を仮庁舎とする。
- 1882年 - 三の丸に2階建の独立した県庁舎が竣工。
- 1929年4月 - 県庁舎着工。
- 1930年5月 - 県庁舎（現三の丸庁舎）が竣工。
- 1954年 - 4階部分を増築。
- 1997年1月 - 新県庁舎着工。
- 1999年
  - 3月24日 - 新県庁舎竣工。
  - 4月8日 - 三の丸から移転、開庁。
- 2011年 - 東日本大震災による被害を受け、三の丸庁舎の耐震補強および復元工事開始。
- 2012年12月 - 三の丸庁舎の耐震補強及び復元工事終了。4階部分が撤去され、建築当初の姿に復元。総事業費は約8億4000万円。

## 施設概要
- 敷地面積 - 150,000.02m2
- 最高部高 - 116m（行政庁舎）

### 行政庁舎
- 地上25階、地下2階、塔屋2階
  - 最上階25階には展望ロビーを設置。
- 構造：鉄骨構造
- 建築面積 - 6,809.26m2
- 延床面積 - 81,393.94m2

### 警察本部庁舎
- 地上10階、地下1階、塔屋1階
- 構造：鉄骨構造
- 建築面積 - 2,722.56m2
- 延床面積 - 24,942.29m2

### 議会議事堂
- 地上5階、塔屋1階
- 構造：鉄骨鉄筋コンクリート構造
- 建築面積 - 4,356.00m2
- 延床面積 - 16,231.17m2
- 傍聴席 - 300席

## 放送送信設備
本庁舎屋上には、コミュニティ放送局である水戸コミュニティ放送の送信所が置かれている。
| 放送局名                              | コールサイン | 周波数  | 空中線電力 | ERP | 放送区域内世帯数 | 開局日       |
| ------------------------------------- | ------------ | ------- | ---------- | --- | ---------------- | ------------ |
| 水戸コミュニティ放送 愛称｢FMぱるるん｣ | JOZZ3AN-FM   | 76.2MHz | 20W        | 26W | 約-世帯          | 1997年3月2日 |

放送エリアは水戸市、ひたちなか市、那珂市、那珂郡東海村、東茨城郡茨城町及び大洗町及びその隣接地域である。

## 交通アクセス
バス
- 水戸駅南口3番乗り場・赤塚駅南口1番乗り場より茨城交通・関東鉄道（水戸駅発着便のみ）シャトルバス「県庁」（県庁バスターミナル）行き終点下車
- 水戸駅北口6番乗り場より関東鉄道路線バス（県庁バスターミナル、石岡駅、茨城空港、鉾田駅、奥ノ谷、県自動車学校、医療センター各方面行き）県庁前（県庁BT行きのみ県庁BT乗り入れ）下車
- また、水戸駅と東京駅、つくばセンター、土浦駅東口を結ぶ常磐高速バスの各便も「県庁前」バス停で停車する。

自動車
- 北関東自動車道茨城町東インターチェンジより約10分

## ロケ地
茨城県庁舎は、様々な作品においてロケ地として使用されている。旧庁舎である三の丸庁舎も近代設定の作品での企業ビルや役所、現代設定の作品での「古い庁舎を使い続ける警察署」などの設定で使用されることが多い。
映画
- 県庁の星
- アキハバラ@DEEP
- 交渉人 真下正義
- 半落ち

テレビドラマ
- 医龍-Team Medical Dragon-（フジテレビ）
- 救命病棟24時（フジテレビ）
- 壁ぎわ税務官（フジテレビ、金曜エンタテイメント）
- 相棒（テレビ朝日・東映）
- 仮面ライダーシリーズ（テレビ朝日・東映・ASATSU-DK）
  - 仮面ライダーカブト
  - 仮面ライダー電王
  - 仮面ライダーウィザード
  - 仮面ライダー鎧武
- スーパー戦隊シリーズ（テレビ朝日・東映エージエンシー・東映）
- ひよっこ（NHK連続テレビ小説） - NHK放送會舘の設定。